# Єфименко Ольга Анатоліївна
Ольга Анатоліївна Єфименко (нар. 17 травня 1978) — українська стрибунка у воду. На літніх Олімпійських іграх 2000 року вона брала участь у 3-метровому трампліні серед жінок.